# Laringoskop
Laringoskop je medicinski instrument sa ogledalom, svetlom, ali i ugrađenom kamerom koji se upotrebljava za ispitivanje larinksa. Uprkos sve brojnim tehničkim uređajima za uspostavljanje alternativnog slobodnog vazdušnog puta, uz pomoć laringoskopa ostaje zlatni standard, jer velika većina endotrahealnih intubacija uključuje upotrebu laringoskopa za posmatranje tokom ove intervencije.

## Opšte informacije
Rani laringoskopi  koristili su ravnu  „Magill Blade” špatulu koja je još uvek standardni deo veterinarski laringoskopa; jer ravnu špatulu je teško kontrolisati kod odraslih ljudi i može izazvati pritisak na nervus vagusa, što može izazvati spontano neočekivane srčane aritmije kod odraslog pacijenta.
Trenutno postoje komercijalno dostupni dva osnovna tipa špatula laringoskopa: zakrivljena špatula i ravna špatula. Macintosh špatula je najčešće korišćena zakrivljena špatula u laringoskopima, dok je Miller-ova ravna špatula. najpopularniji model ravne špatula Oba tipa laringoskopskih lopatica (Miller i Macintosh) su dostupne u veličinama: 0 (neonatalne) do 4 (velika za odrasle osobe).
Postoje i mnogi drugi tipovi zakrivljenih i ravnih špatula (npr. Phillips, Robertshav, Sikes, Visconsin, Vis-Hipple, itd.) 
Laringoskop može biti i sa priborom kao što su ogledala za proširenje vidnog polja, pa čak i port za davanje kiseonika. Ove specijalne špatula su prvenstveno dizajnirane za upotrebu od strane anesteziologa, najčešće u operacionoj sali.
Pored lekara sve više sa danas obučavaju i medicinski tehničari, za upotrebu laringoskopa i direktnu laringoskopiju kako bi moglu uspešno obaviti u intubaciji na terenu.
Macintosh špatula se pšostavlja u valleculi, ispred epiglotisa, podižući je iz vidnog puta, dok se Miller-ova špatula postavljena iza epiglotisa, kako bi se pogledu izložio glotis i glasni nabor. 
Nepravilna upotreba laringoskopa može prouzrokovati traumu prednjih sekutića; pravilna tehnika je da se brada pomakne prema gore i prema naprijed u isto vreme, da se špatula ne koristi kao poluga na zubima koji služe kao uporište.
Miller-ova, Visconsin-ova, Vis-Hippl-ova  i Robertshav-ova špatula obično se koriste za dojenčad, jer je lakše vizualizovati glotis pomoću ovih špatula, dok je primene Macintosh špatula moguća kod novorođenčadi, zbog veće veličine epiglotisa u odnosu na glotis.
U novije vrijeme proizvode se i laringoskopi za jednokratnu upotrebu, sa plastičnim špatulama.

## Vrste laringoskopa
Laringoskopi mogu biti intubacioni, fleksibilni nosno ždrelni laringoskopi, mikrolaringoskopi 

### Intubacioni laringoskopi
Intubacioni laringoskop služi kao sredstvo za endotrahealnu intubaciju tokom opšte anestezije ili ventilacionu terapiju koja je neophodna tokom operativnih zahvata, ili u otorinolaringologiji, za pregled i izvođenje operacije na grkljanu.
Laringoskop  može biti standardni ili video laringoskop.  

#### Standardni intubacioni laringoskop
Standardni laringoskop omogućuje direktnu laringoskopiju ili vizuelizaciju glotisa od strane ispitivača. Od svog uvođenja od strane Kirsteina 1895. godine, standardni laringoskop je postao najpopularniji uređaj koji se koristi za trahealnu intubaciju. Danas se konvencionalni laringoskop sastoji od ručice koja sadrži baterije sa izvorom svetlosti i seta izmenljivih špatula koje se mogu sterilisati. 
Primena standardnog laringoskopa je izuzetno neugodna i obično se ne izvode na svesnim pacijentima ili na pacijentima sa intaktnim refleksom.
Oprema
Uz ovaj laringoskop, kao njegovi sastavni delovi idu:
- Drška (baterije i rezervne baterije)
- špatula (izvor svetlosti — sa led ili ksenon sijalicom)
- Špatula: kriva i ravna sa izvorom svetlosti.
- U 65% slučajeva Macintosh kriva špatula (u 70% slučajeva br.3)
- Miler-ova ravna špatula i McCoy špatula sa pokretnim vrhom.

Namena
Uz pomoć ovog laringoskopa lekar može izvesti direktnu laringoskopiju na pacijentu koji leži na leđima. Laringoskop se ubacuje u usta na desnoj strani i prebacuje na levo da bi se uhvatio i pomerio jezik van linije vida, i, u zavisnosti od tipa špatule, umetnut je ili ispred ili pozadi u odnosu na epiglotis, koji se zatim podiže pokretom prema gore i napred. Ovaj potez omogućava pogled na glotis. Ova procedura se odvija u operacionoj sali sa punom pripremom za mere reanimacije i suzbijanja respiratornog poremećaja. Ovaj postupak najčešće koriste anesteziolozi za endotrahealnu intubaciju pod opštom anestezijom, ali i za direktnu dijagnostičku laringoskopiju sa biopsijom.
Postoji najmanje deset različitih tipova laringoskopa koji se koriste u ovoj proceduri, od kojih svaki ima specijalizovanu upotrebu za anesteziologa, reanimatora u urgentnoj medicini, otorinolaringologa i medicinskog govornog patologa.

#### Videoskopski intubacioni laringoskop
Videoskopski intubacioni laringoskop omogućava indirektnu laringoskopiju uz pomoć kamere i monitora.
Postoje brojni modeli video laringoskopa. Za njih je zajedničko da koriste svežanj optičkih vlakana
ugrađen u specijalno dizajniranu špatulu. Slika se prikazuje na malom ekranu. Sada je ta oprema
malih dimenzija i mobilna, jer uređaj može da radi i na baterije koje traju oko 45 minuta i stoga ne mora biti spojen na spoljni izvor napajanja.  
Glotisu se pristupa sredinom usne duplje, bez zabacivanja glave. Namenjen je za pregled kod:
- Suspektnih povreda vratne kičme
- Limitiranog otvaranja usta
- Ograničene pokretljivost vrata
- Ako oko disajni put nisu u istoj ravni.

U slučaju teške intubacije, kada se grlo ne može pokazati standardnim laringoskopom, može  pomoći video laringoskop., jer on ne samo da omogućava uspešno plasiranje tubusa čak i u slučaju teške intubacije kada možda ne budu uspešne sa uobičajenim laringoskopom. 
Uređaj koji je napravljen od kvalitetnih i otpornog materijala, na svom jednom kraju ima univerzalnu špatulu, koja se može lako podesiti na željenu veličinu pomeranjem u držaču, a na drugom kraju monitor sa visokokvalitetnim ekranom odgovarajuće rezolucije koji daje dobru vidljivost. 
Dobre i loše strane
Kako je teška intubacija za svakog lekara ili medicinskog tehničara veliki stres, posebno za one koji ade na terenu, svakako da je svaki novi uređaj ovog tip, olakšao proces intubacije u urgentnim stanjima.
Loša strana je visoka cena, dobra obučenost osoblja i duže vreme za pripremu.

### Fiberoptički laringoskop
Pored konvencionalnih laringoskopa, mnoge druge naprave su razvijene kao alternative direktnoj laringoskopiji. Istorija ove metode je relativno kratka. Dr Peter Murphy je 1967.godine, upotrebio fleksibilni fiberoptički instrument – holedohoskop za kontrolu disajnog puta tokom nazalne intubacije u opštoj anesteziji. Prvi, pravi fiberoptički laringoskop je upotrebljen 1973. godine.
Fleksibilni fiberoptički bronhoskop ili rinoskop
Može se može koristiti za dijagnostiku ili za intubaciju traheje. Upotrebljava se kada je nemoguće izvesti endotrahealnu intubaciju uz pomoć klasičnog laringoskopa pod kontrolom oka (direktna laringoskopija) ili „na slepo”.
Pacijent može da ostane pri svesti tokom procedure, tako da se glasni nabori mogu posmatrati tokom fonacije. Hirurški instrumenti koji su prošli kroz fiberoskop mogu se koristiti za izvođenje procedura kao što su biopsije sumnjivih masa. Ovi instrumenti su postali neophodni otorinolaringologiju, pulmologiji i anesteziologiji.
Drugi dostupni fiberoptički uređaji
Uključuju Bullardov opseg, UpsherScope, i VuScope. Ovi uređaji su u širokoj upotrebi za intubaciju traheje, posebno u uslovima teške intubacije

## Komplikacije
Tokom primene laringoskopa prijavljeni su slučajevi blage ili teške povrede uzrokovane grubim i neiskusnim korišćenjem laringoskopa., koje uključuju
- Manje oštećenje mekih tkiva u grlu — koje mogu rezultovati upaluom grla nakon operacije
- Velikih povreda grkljana i ždrela — koje mogu rezultovati trajnim ožiljkom, ulceracijima i apscesima ako se tako naneta povreda blagovremeno ne leči.
- Rizik od oštećenje zuba.